# Macraesthetica
Macraesthetica là một chi bướm đêm thuộc phân họ Olethreutinae, trong họ Tortricidae. It contains only one species, Macraesthetica rubiginis, which is only known from Oahu.